# Ranunculus millefoliatus
Ranunculus millefoliatus là một loài thực vật có hoa trong họ Mao lương. Loài này được Vahl miêu tả khoa học đầu tiên năm 1791.